# Lac Basserode
Lac Basserode är en sjö i Kanada.   Den ligger i regionen Abitibi-Témiscamingue och provinsen Québec, i den sydöstra delen av landet, 400 km nordväst om huvudstaden Ottawa. Lac Basserode ligger 275 meter över havet. Arean är 11,1 kvadratkilometer. Den sträcker sig 6,9 kilometer i nord-sydlig riktning, och 2,9 kilometer i öst-västlig riktning.
I omgivningarna runt Lac Basserode växer i huvudsak blandskog. Trakten runt Lac Basserode är nära nog obefolkad, med mindre än två invånare per kvadratkilometer.